# Miki Roqué
Miquel « Miki » Roqué Farrero (né le 8 juillet 1988 à Tremp, Espagne – mort le 24 juin 2012 à Barcelone, Espagne) est un joueur professionnel de football espagnol jouant comme défenseur central ou milieu de terrain.

## Biographie
A seulement 17 ans, en 2005, il est transféré du club de sa ville natale, l'Unió Esportiva Lleida au Liverpool FC, alors entrainé par l'Espagnol Rafael Benítez. Il fait ses débuts avec l'équipe première des Reds en remplaçant Xabi Alonso dans un match de Ligue des champions contre Galatasaray le 5 décembre 2006 (défaite 3-2).
Roque passe la fin de la saison 2006–07 en prêt au Oldham Athletic, club de League One où, comme à Liverpool il joue très peu. À l'été 2007, il est de nouveau prêté au club andalou de Xerez CD, évoluant en Segunda Division. N'ayant joué que deux matches avec les Azulinos, il rejoint en prêt le FC Cartagena club de Segunda División B, le troisième échelon du football espagnol. Miki Roqué trouve enfin sa place et dispute 30 matches au cours de la saison 2008-2009, saison au bout de laquelle le club murcian accède à l'échelon supérieur.
Le 16 juin 2009, Liverpool FC, encore propriétaire du Catalan, annonce qu'il libère le joueur. Il rejoint alors les rangs du Real Betis, évoluant durant les deux saisons suivantes avec l'équipe réserve en Segunda B.
Lors de la saison 2010-2011, il fait ses premières apparitions avec l'équipe première, qui dispute le championnat de deuxième division depuis deux ans. Titulaire à 10 reprises et inscrivant deux buts, il aide le club andalou à décrocher le titre de Champion et à retrouver la Liga. 
Le 4 mars 2011, il annonce qu'il met sa carrière de footballeur entre parenthèses car il est atteint d'un cancer de la zone pelvienne. 
Une nouvelle polémique nait alors avec certains médecins qui rappellent qu'il y a un risque de cancer accru pour les sportifs dopés.
Opéré le 24 mai 2011, il succombe finalement à cette maladie le 24 juin 2012, à l'âge de 23 ans.

## Palmarès
- Real Betis
  - Champion de Liga Adelante : 2011.

## Hommage
Le 6 mai 2011, lors d'un match amical à but caritatif opposant "les légendes du Real" aux "légendes du Bayern", après que Alfonso Perez ait marqué, il brandit un maillot floqué au nom de Miki Roqué dans le but de lui apporter du soutien dans son combat contre le cancer.
Le 27 juin 2012, lors du match de demi-finale de l'Euro 2012, les joueurs de la sélection espagnole, affrontant le Portugal (0-0, victoire 4-2 aux pénalties). Ils choisissent de porter un brassard noir en l'honneur de leur compatriote, décédé trois jours plus tôt.
À chaque rencontre à domicile, son nom et son numéro sont affichés sur l'écran du stade lors de la 26e minute de jeu (son numéro de maillot étant le 26).